# 嗜粪螨属
嗜粪螨属（学名：Coproglyphus）为果螨科的一个属。

## 下级分类
本属包括以下物种：
- 斯氏嗜粪螨 Coproglyphus stammeri Türk & Türk, 1957 [1]